# Quả mọng

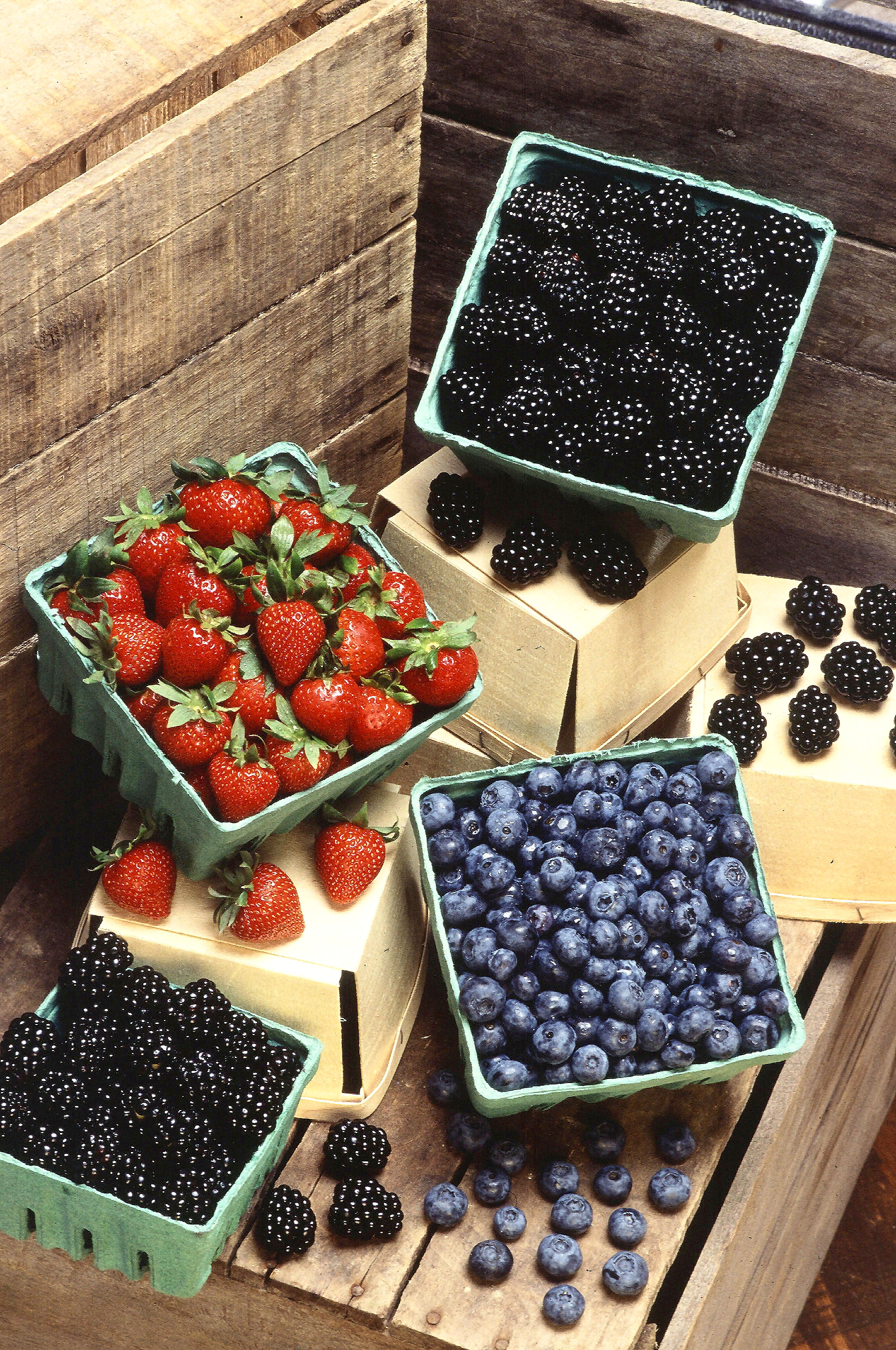
Có rất nhiều loại quả mọng có thể được tìm thấy trên thị trường nhưng chỉ một số trong số đó là quả mọng thực sự.

Quả mọng là các loại trái cây nhỏ, ăn được, nhiều thịt quả. Thông thường các quả mọng có dạng tròn, nhiều nước, màu sắc bắt mắt, vị ngọt, chua hoặc chua nhẹ, không có quả hạch hoặc hột, dù một số loại vẫn có hột hay hạt mầm. Ví dụ phổ biến là quả việt quất, lý chua đỏ, quả lý chua trắng và đen. Tại Anh, soft fruit là một thuật ngữ trong trồng trọt cho các loại trái cây như vậy.
Trong cách sử dụng phổ biến, thuật ngữ "berry" khác với định nghĩa khoa học hoặc thực vật của một loại trái cây được sản xuất từ bầu nhụy của một bông hoa trong đó lớp ngoài của thành bầu nhụy phát triển thành một phần thịt quả có thể ăn được (vỏ quả). Định nghĩa thực vật bao gồm nhiều loại trái cây thường không được biết đến hoặc gọi là quả mọng, chẳng hạn như nho, cà chua, dưa chuột, cà tím, chuối và ớt. Trái cây thường được coi là quả mọng nhưng bị loại trừ bởi định nghĩa thực vật bao gồm dâu tây, mâm xôi đỏ và mâm xôi đen, là các quả tụ và dâu tằm, hay còn gọi là quả phức.

## Lịch sử

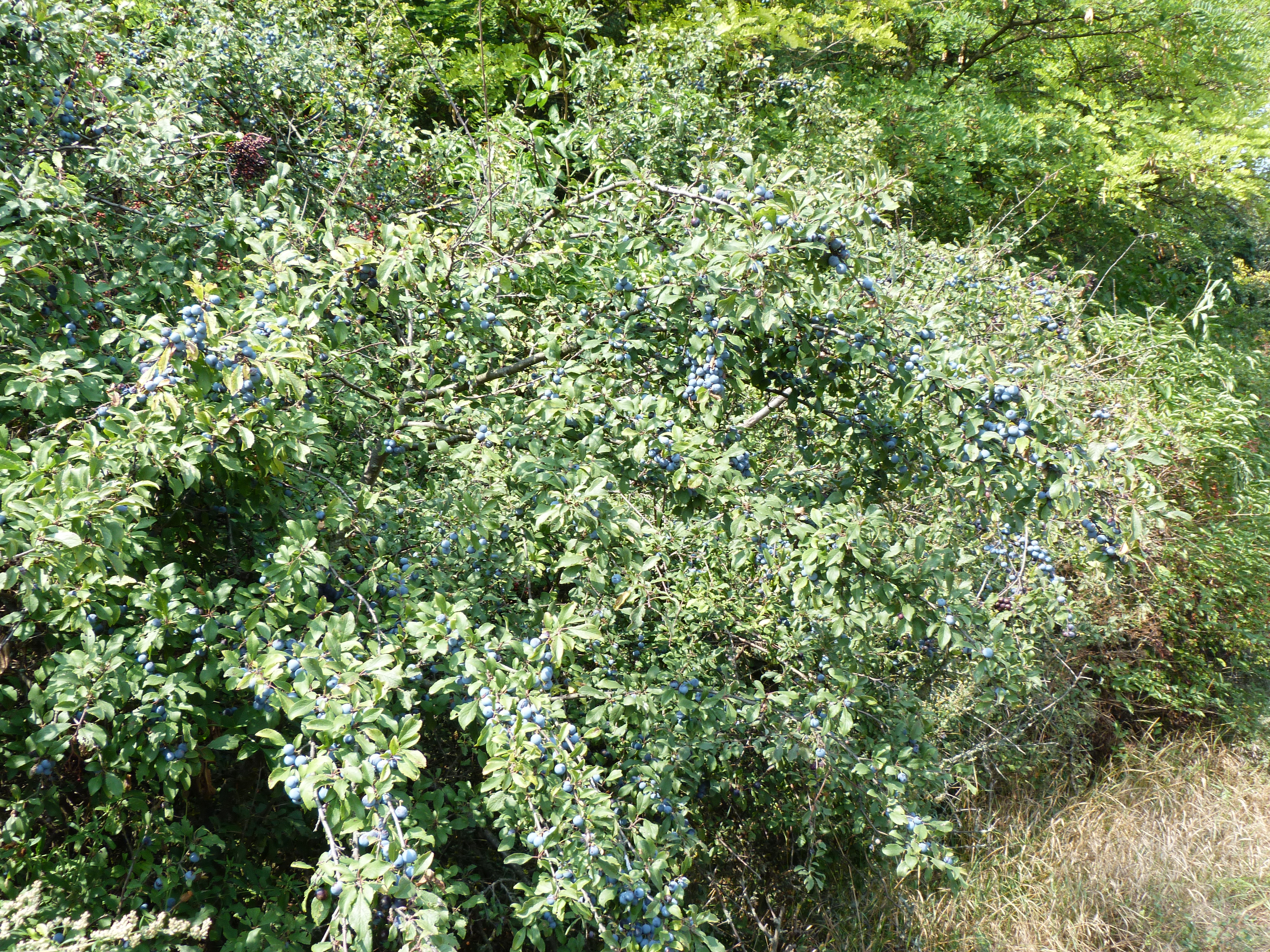
Mận gai, Prunus spinosa

Quả mọng đã có giá trị như một nguồn thực phẩm cho con người kể từ trước khi bắt đầu nông nghiệp, và vẫn là một trong những nguồn thực phẩm chính của các loài linh trưởng khác. Chúng là cây chủ lực theo mùa cho những người săn bắn hái lượm đầu tiên trong hàng ngàn năm, và hái quả dại vẫn là một hoạt động phổ biến ở Châu Âu và Bắc Mỹ ngày nay. Theo thời gian, con người đã học cách lưu trữ các loại quả mọng để có thể sử dụng vào mùa đông. Chúng có thể được chế biến thành mứt trái cây, và trong số người Mỹ bản địa, trộn với thịt và chất béo thành thịt khô (pemmican).
Quả mọng cũng bắt đầu được trồng ở châu Âu và các nước khác. Một số loài quả mâm xôi và quả mâm xôi thuộc chi  Rubus  đã được trồng từ thế kỷ 17, trong khi quả việt quất có vỏ mịn và quả nam việt quất thuộc chi  Vaccinium  đã được trồng trong Hoa Kỳ trong hơn một thế kỷ. Ở Nhật Bản, giữa thế kỷ thứ 10 và 18, thuật ngữ ichibigo ichigo đề cập đến nhiều loại cây mọng. Tuy nhiên, loại quả mọng được trồng rộng rãi nhất thời hiện đại là dâu tây, được sản xuất trên toàn cầu với số lượng gấp đôi tất cả các loại quả mọng khác cộng lại.
Dâu tây được đề cập bởi người La Mã cổ đại, những người nghĩ rằng nó có dược tính, nhưng nó đóng vai trò chủ yếu trong nông nghiệp. Dâu tây trắng bắt đầu được trồng trong các khu vườn của Pháp vào thế kỷ 14. Dâu tây có mùi xạ hương (F. moschata) bắt đầu được trồng trong các khu vườn châu Âu vào cuối thế kỷ 16. Sau đó, dâu Virginia được trồng ở Châu Âu và Hoa Kỳ.
Dâu tây được tiêu thụ phổ biến nhất, dâu tây (F. ananassa), là một giống lai tình cờ của dâu tây Virginia và một giống Chile Fragaria chiloensis. Nó được ghi nhận đầu tiên bởi một người làm vườn Pháp vào khoảng giữa thế kỷ 18 rằng, khi  F. moschata  và  F. virginiana  được trồng ở giữa các hàng của  F. chiloensis , dâu tây Chile sẽ cho quả to và bất thường. Không lâu sau, Antoine Nicolas Duchesne bắt đầu nghiên cứu nhân giống dâu tây và thực hiện một số khám phá quan trọng đối với khoa học nhân giống cây trồng, chẳng hạn như sinh sản hữu tính của dâu tây. Sau đó, vào đầu những năm 1800, các nhà lai tạo dâu tây người Anh đã tạo ra các giống  F. ananassa  rất quan trọng trong việc nhân giống dâu tây ở châu Âu, và hàng trăm giống đã được sản xuất thông qua việc nhân giống dâu tây.

### Từ nguyên
Một dạng của từ "berry" được tìm thấy trong toàn bộ ngôn ngữ tiếng Đức; ví dụ: tiếng Anh cổ berylieso sánh với tiếng Saxon cổ, beryli trong tiếng Thượng German cổ và ber thuộc tiếng Bắc Âu cổ. Các dạng này hướng đến Proto Germanic (tiền ngôn ngữ của tất cả các ngôn ngữ thuộc nhóm Germanic) *bazją. Trong tiếng Anh cổ, từ này chủ yếu được áp dụng cho các loại nho, nhưng từ đó đã phát triển theo định nghĩa hiện tại.

## Trồng trọt

Các loại quả mọng thuộc chi Rubus đã được trồng bằng cách lai tạo để tạo ra một loạt các quả ngấy với những đặc điểm mong muốn.

Dâu tây đã được trồng trong các khu vườn ở châu Âu từ thế kỷ 14.. Quả việt quất (blueberry) được thuần hóa kể từ năm 1911, với vụ mùa thương mại đầu tiên vào năm 1916. Huckleberry là một thuật ngữ dùng để chỉ cây trồng trong hai chi: Gaylussacia và Vaccinium. Blueberry chỉ đề cập đến thực vật trong chi Vaccinium. Việt quất Huckleberry của tất cả các giống không được thuần hóa hoàn toàn,
nhưng thuần hóa đã được cố gắng từ 1994-2010 cho giống việt quất phương Tây có ý nghĩa kinh tế. Nhiều giống khác của  Vaccinium  cũng không được thuần hóa, với một số có tầm quan trọng thương mại.

### Phương pháp nông nghiệp
Giống như hầu hết các loại cây lương thực khác, quả mọng được trồng đại trà, với cả cách quản lý dịch hại thông thường và quản lý dịch hại tổng hợp (IPM). Quả mọng được chứng nhận hữu cơ đang trở nên phổ biến rộng rãi hơn.:4
Nhiều loại quả mọng mềm đòi hỏi một khoảng thời gian nhiệt độ giữa 0 °C và 10 °C cho việc phá vỡ trạng thái ngủ đông. Nói chung, dâu tây cần 200-300 giờ, quả việt quất 650-850 giờ, quả mâm xôi 700 giờ, quả mâm xôi từ 800-1700 giờ, quả phúc bồn tử và quả lý gai từ 800-1500 giờ, và quả nam việt quất khoảng 2000 giờ. Tuy nhiên, nhiệt độ quá thấp sẽ giết chết mùa vụ: quả việt quất không chịu được nhiệt độ dưới −29 °C, quả mâm xôi, tùy thuộc vào giống, có thể chịu đựng xuống tới−31 °C, và quả việt quất sẽ bị hư hại khi ở dưới −20 °C. Tuy nhiên, sương giá mùa xuân gây hại nhiều hơn cho cây trồng mọng so với nhiệt độ mùa đông thấp. Các vị trí có độ dốc vừa phải (3-5%), hướng về phía bắc hoặc phía đông, ở bán cầu bắc, gần các vùng nước lớn, điều chỉnh nhiệt độ mùa xuân, được coi là lý tưởng trong việc ngăn ngừa hư hại do sương mùa xuân cho lá và hoa mới nảy mầm.
Tất cả các loại cây quả mọng có hệ thống rễ nông. Nhiều văn phòng khuyến nông của trường đại học trong nhóm được hỗ trợ đất (land-grant) cho rằng không nên trồng dâu tây quá 5 năm trên cùng một địa điểm, do nguy cơ thối rễ đen (mặc dù nhiều bệnh khác có cùng tên), tình trạng này có thể kiểm soát bằng cách khử trùng bromomethan hàng năm trong sản xuất thương mại lớn.
Bên cạnh số năm sản xuất, nén đất, tần suất khử trùng và sử dụng thuốc diệt cỏ làm tăng sự xuất hiện của bệnh thối rễ đen ở cây dâu tây.
Quả mâm xôi, việt quất, dâu tây và nhiều loại quả mọng khác dễ bị héo do nấm verticillium. Quả việt quất và quả nam việt quất phát triển kém nếu hàm lượng đất sét hoặc phù sa của đất hơn 20%, trong khi hầu hết các loại quả mọng khác chịu được nhiều loại đất.
Đối với hầu hết các loại cây mọng, đất lý tưởng là đất mùn cát thoát nước tốt, với độ pH 6,2-6.8 và hàm lượng hữu cơ từ trung bình đến cao; tuy nhiên, quả việt quất có độ pH lý tưởng là 4.2-4.8 và có thể được trồng trên đất muck (đất bao gồm toàn bộ hoặc gần như toàn bộ là bùn, kết quả của sự biến đổi của một hồ nước lớn hoặc đầm lầy thành nơi hiện là một trang trại sản xuất giàu đất đen, hữu cơ), trong khi quả việt quất và quả nam việt quất thích đất kém hơn với trao đổi cation thấp hơn, calci thấp hơn và mức độ phosphor thấp hơn.

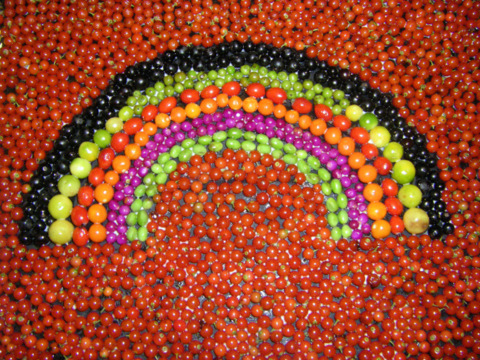
Ví dụ về độ tương phản màu sắc của quả mọng hoang (hầu hết không ăn được).

Hầu hết các loại quả hữu cơ trong quá trình trồng trọt đòi hỏi phải sử dụng luân canh hợp lý, kết hợp đúng các loại cây che phủ và canh tác các vi sinh vật có lợi chính xác trong đất. Vì quả việt quất và quả nam việt quất phát triển mạnh trong đất không thân thiện với hầu hết các loại cây khác và phân bón thông thường gây hại cho chúng, mối quan tâm hàng đầu khi trồng theo phương thức hữu cơ là kiểm soát sự phá hoại của các loài chim.
Các loại quả nhỏ sau thu hoạch thường được bảo quản ở độ ẩm tương đối 90%-95% và 0 °C. Quả nam việt quất, tuy nhiên, nhạy cảm với sương giá, và nên được bảo quản ở nhiệt độ 3 °C. Quả việt quất là loại quả duy nhất đáp ứng với ethylene, nhưng hương vị không cải thiện sau khi thu hoạch, vì vậy chúng đòi hỏi cách xử lý tương tự như các loại quả mọng khác. Loại bỏ ethylene có thể làm giảm các loại bệnh và hư hại ở tất cả các loại quả mọng. Lọc không khí sơ bộ trong vòng một đến hai giờ sau khi thu hoạch đến nhiệt độ bảo quản, thường là 0 °C, thông qua điều hòa không khí cưỡng bức làm tăng tuổi thọ lưu trữ của quả mọng khoảng 1/3.
Trong điều kiện bảo quản tối ưu, quả mâm xôi và việt quất kéo dài từ hai đến năm ngày, dâu tây 7-10 ngày, quả việt quất hai đến bốn tuần và quả nam việt quất hai đến bốn tháng. Các loại quả mọng có thể được vận chuyển dưới mức carbon dioxide cao hoặc bầu không khí biến đổi từ 10-15% cho tới nổng độ cao hoặc 15-20% carbon dioxide và 5-10% oxy cho một bình chứa khí đã được sửa đổi để tăng thời hạn sử dụng và ngăn ngừa thối mốc xám (còn được gọi là bệnh nấm mốc xám và bệnh botrytis, bệnh cây mọc ở những khu vực ẩm ướt do nấm trong chi Botrytis).

## Thư viện ảnh

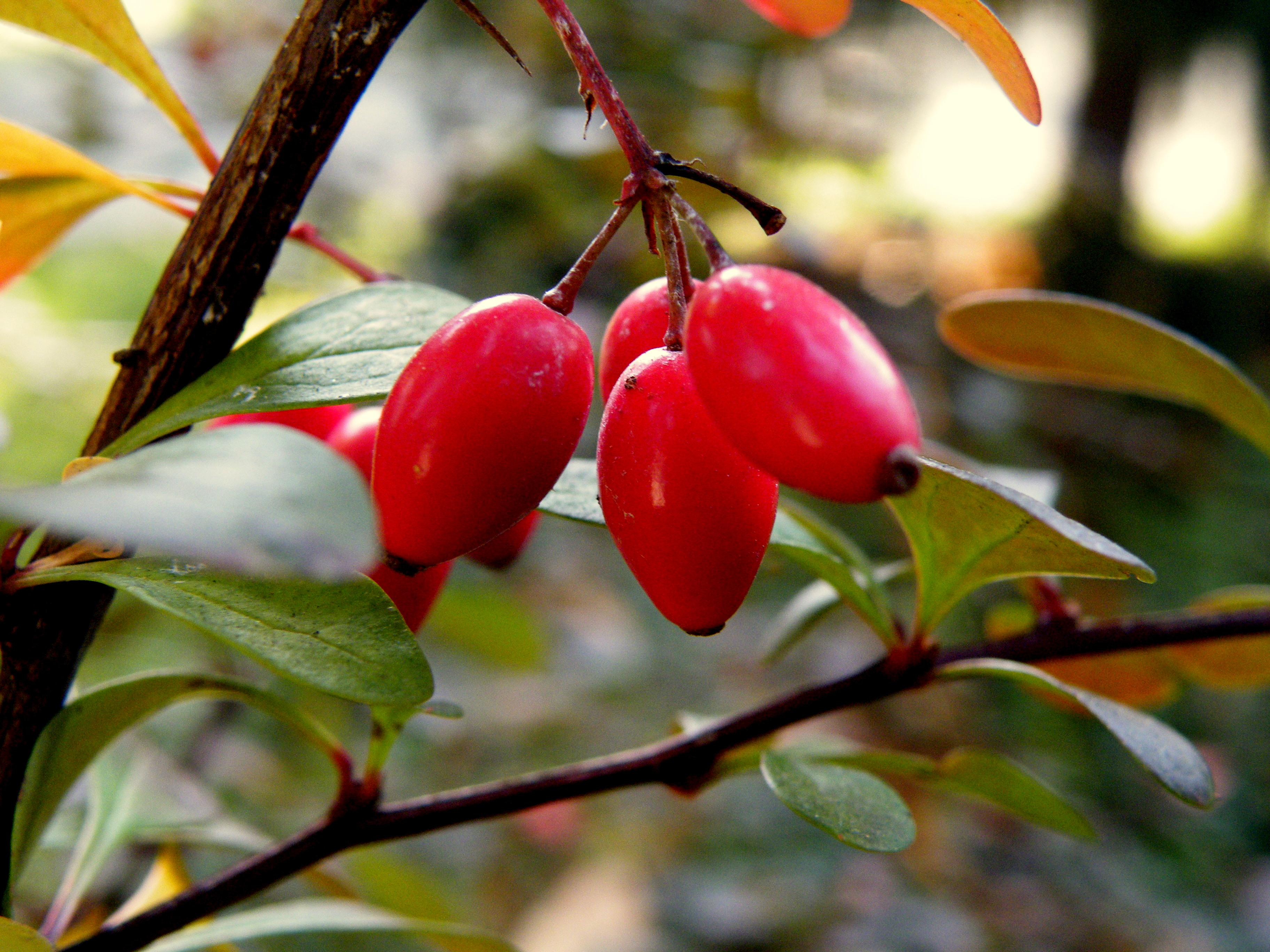
Việt quất Nhật Bản
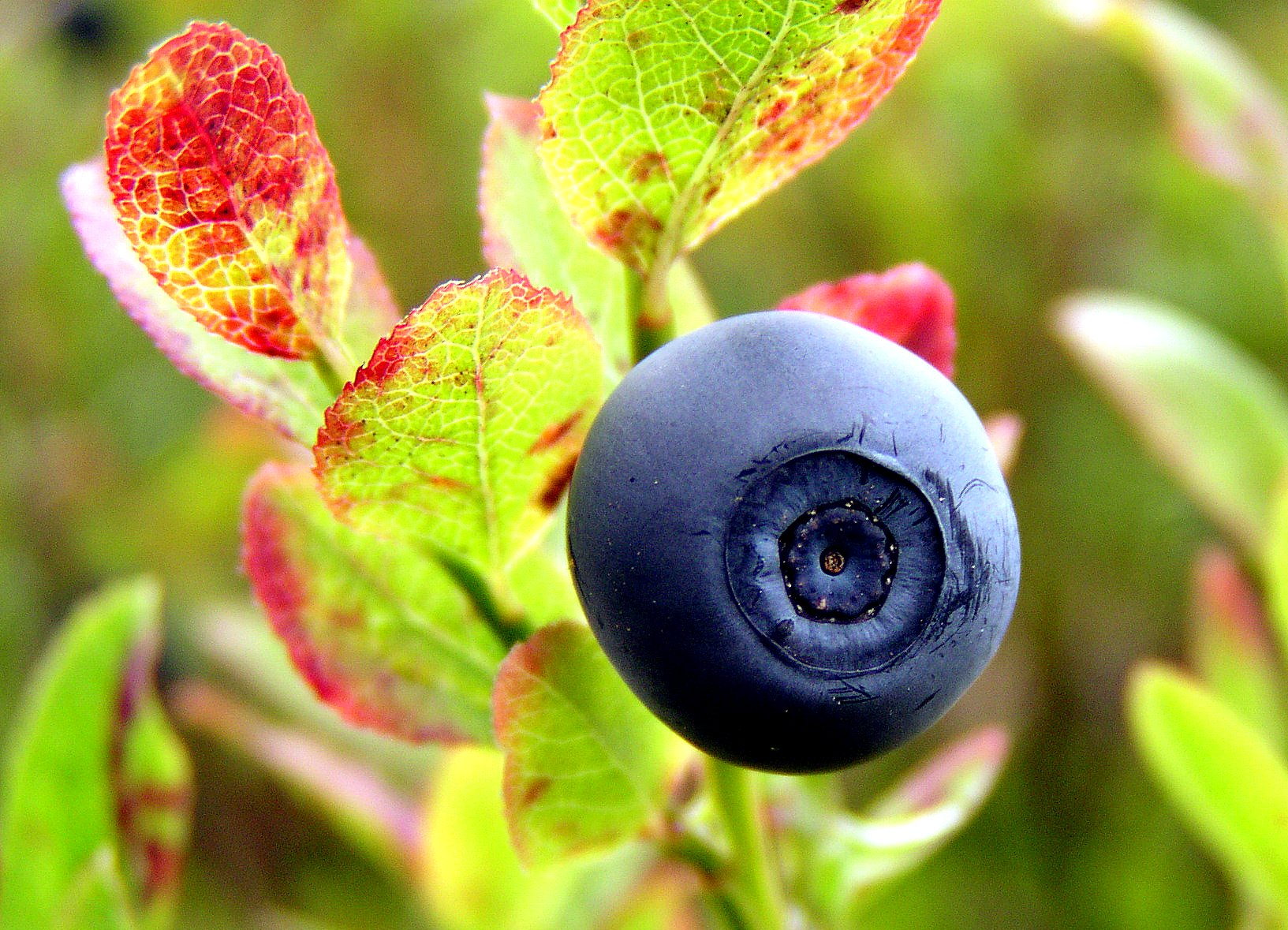
Việt quất đen
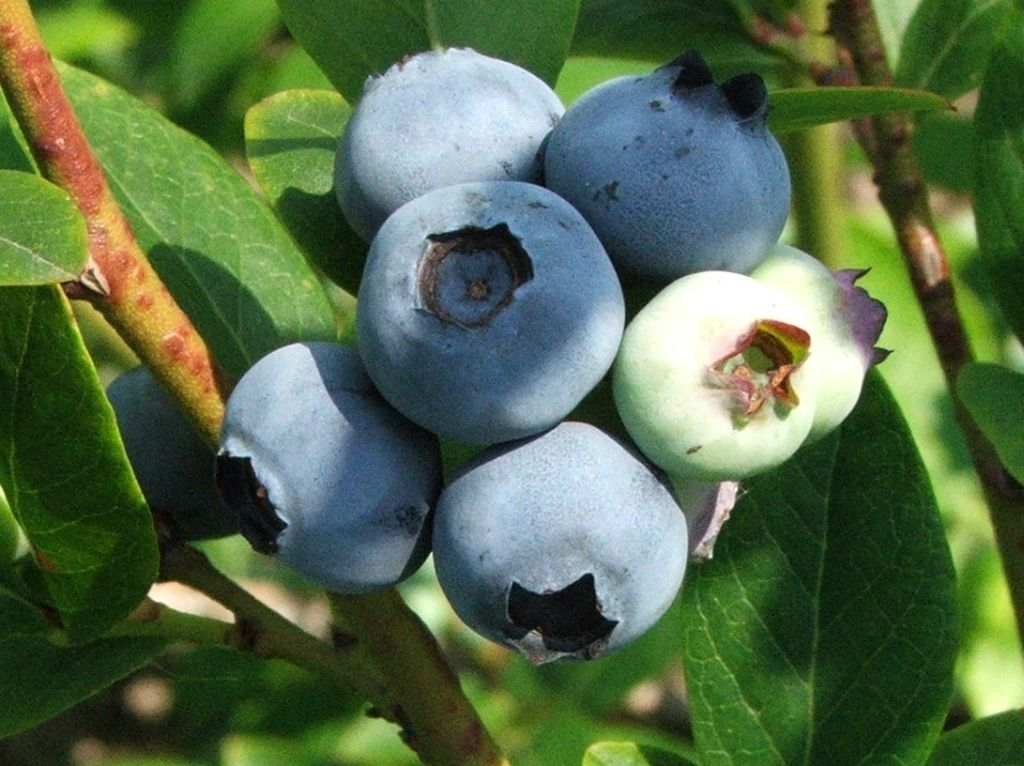
Việt quất bụi cao
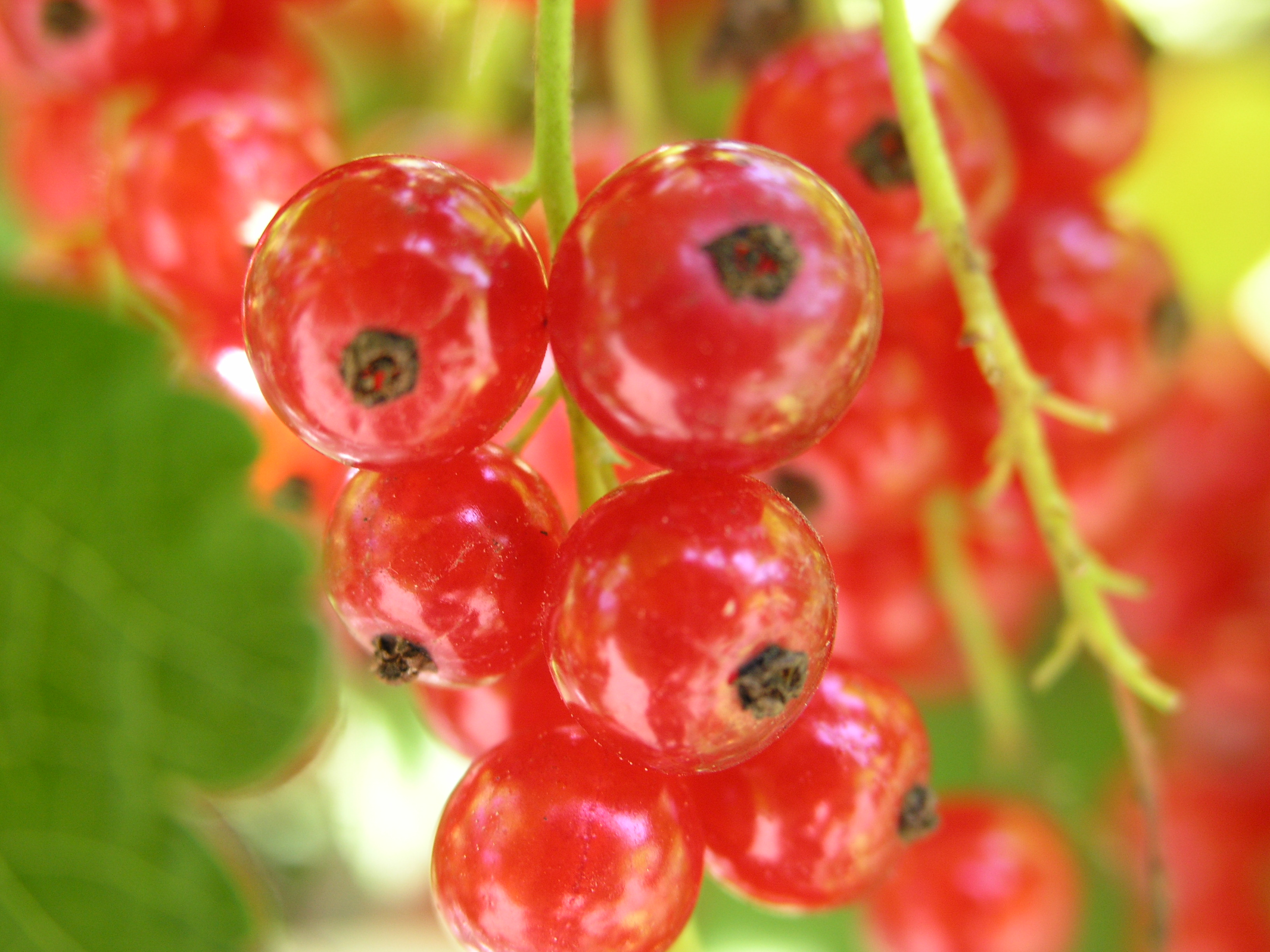
Lý chua đỏ
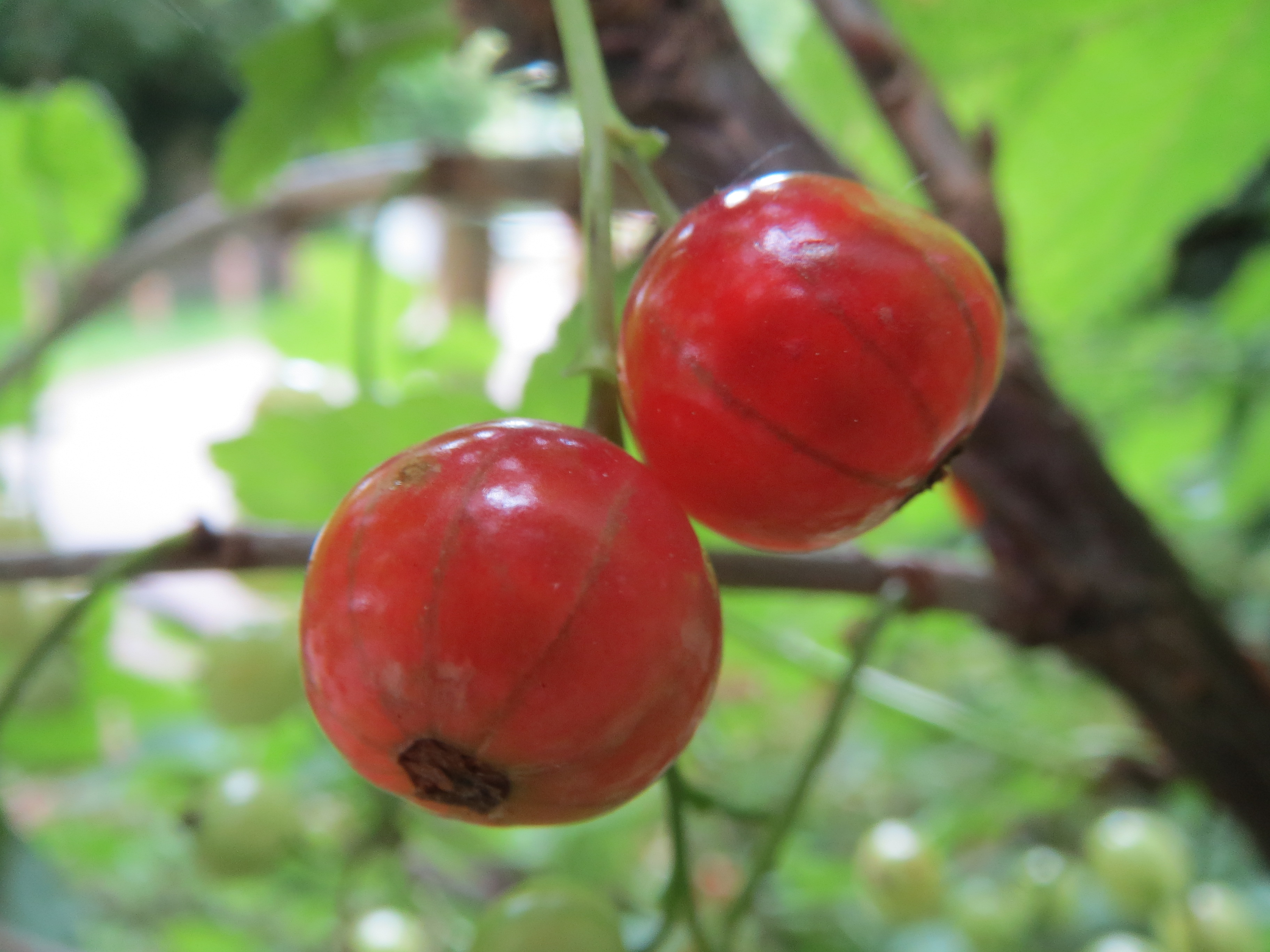
Lý chua lông
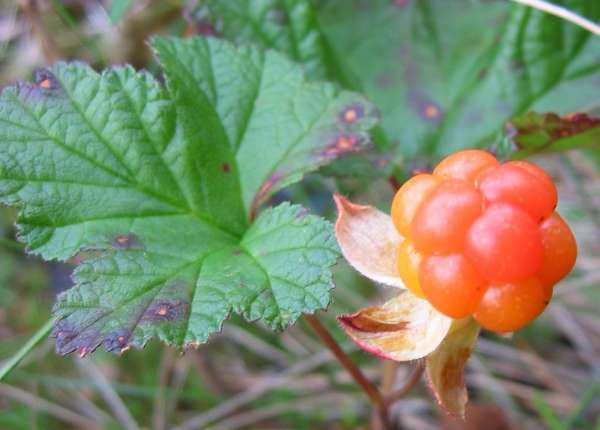
Mâm xôi Bắc cực
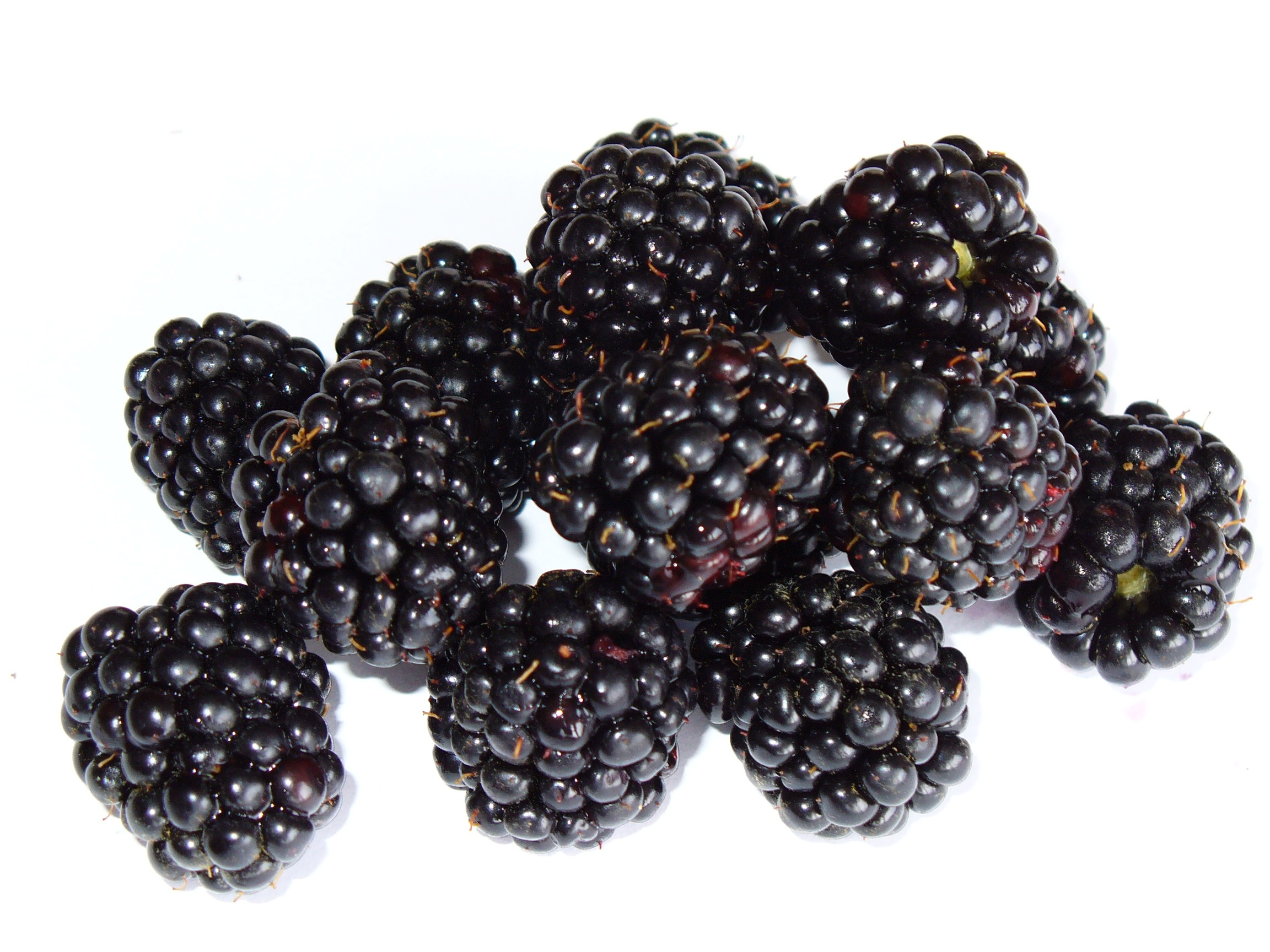
Mâm xôi đen
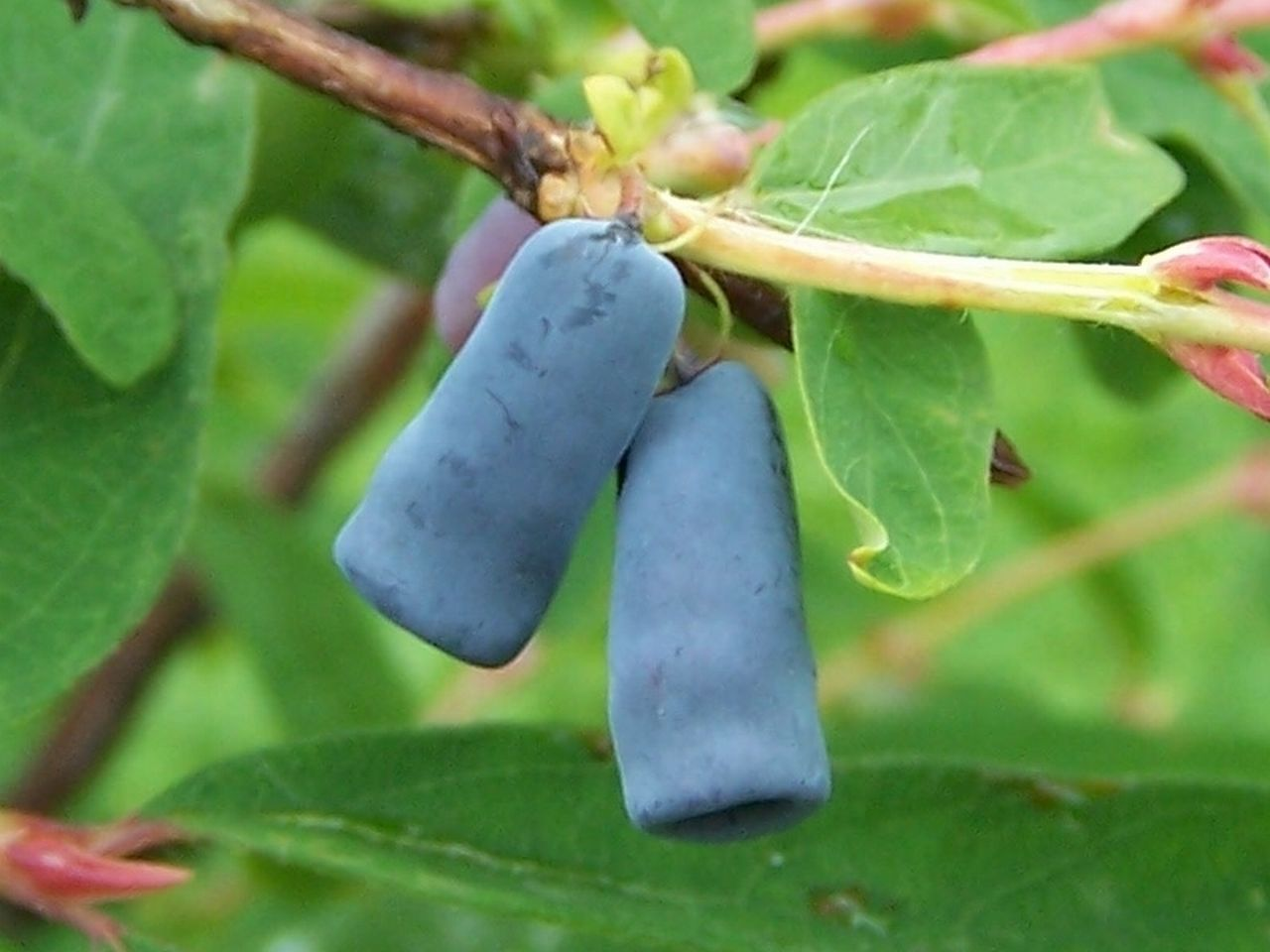
Kim ngân